# Juhayman al-Otaybi
Juhayman ibn Muhammad ibn Sayf al-Otaybi (Arabisch: جهيمان بن محمد الصقري الحافي الروقي) (al-Sajir (Al Qasim), 16 september 1936 – Mekka, 9 januari 1980) was een Saoedische religieuze activist. Hij leidde in 1979 de bezetting van de Al-Masjid al-Haram in Mekka.

## Levensloop
Juhayman werd geboren in gezin bestaande uit ikhwan. Dit waren bedoeïenen die voor koning Abdulazziz, de eerste heerser van het huidige Saoedi-Arabië, hadden gevochten. De ikhwans waren in 1927 in opstand gekomen tegen de koning omdat zij het koninkrijk verder wilden uitbreiden, terwijl de koning dat vanwege diplomatieke redenen niet wilde. Hij kon zich namelijk geen oorlog met Groot-Brittannië – die het voor het zeggen had in grote delen van het Midden-Oosten – veroorloven. De gewapende opstand, waarbij veel familieleden van Juhayman meevochten, werd in de jaren daarna met geweld neergeslagen. Juhayman kreeg vanuit huis daardoor wel mee dat het koningshuis de religieuze principes die ten grondslag lagen aan de stichting van Saoedi-Arabië hadden verraden.
Juhayman was van 1955 tot 1973 lid van de Saoedische Nationale Garde. In deze tijd vulde hij zijn inkomen aan met de smokkel van sigaretten uit Koeweit. Hij verhuisde later naar Medina, waar hij Mohammed bin Abdullah leerde kennen. In Medina voegde beide groepen zich bij een salifistische groep en volgden onderwijs bij Abdul Aziz bin Baaz. Juhayman bracht veel tijd door met het bestuderen van de koran en de hadith. Hij kon zich in veel ontwikkelingen in de Saoedische maatschappij niet vinden, zoals vrouwen die werkten en voor de televisie presenteerde, de korte broeken die voetballers droegen en de koning die op de nationale munt stond afgebeeld.
Vanaf 1977 werd Juhayman de leider van een religieuze groep die snel een grote aanhang verwierf. Ergens in datzelfde jaar werden de standpunten van de groep besproken in een vergadering van hoge geestelijken. De meeste aanwezigen vonden dat er in theologisch opzicht weinig aan te merken was op hun ideeën, maar vonden niet verstandig om al te nadrukkelijk kritiek te leveren op het koningshuis. Het Huis van Saoed bood immers ook bescherming tegen het communisme. Dit meningsverschil markeerde voor Juhayman en zijn volgers het breekpunt met de oelema, omdat zij volgens hem uit politiek opportunisme de kant kozen van het regime.
In de tweede helft van de jaren zeventig verhuisde Juhayman naar Riyad, waar hij de aandacht trok van de Saoedische veiligheidsdienst. De publicatie van zijn gedachten in het boek De zeven epistels droeg daar aan bij. In 1978 werden zo'n honderd volgelingen gearresteerd. Juhayman wist uit handen van het regime te blijven en vroeg Bin Baaz te bemiddelen. Daarna kwamen de gevangenen vrij.
In zijn boek was een van de hoofdstukken gewijd aan de komst van de Mahdi. De Mahdi is een verlosser of bevrijder die op basis van profetieën aan het einde der tijden wordt verwacht door sommige islamitische stromingen. Bij Juhayan groeide het geloof dat zijn vriend – en inmiddels zwager – Mohammed bin Abdullah de mahdi was. Zijn naam was namelijk identiek aan de naam van de profeet Mohammed en diens vader.

### Bezetting van de Al-Masjid al-Haram
De Mahdi zou zich volgens een hadith aan het begin van een nieuwe eeuw openbaren. In de islamitische jaartelling naderde het jaar 1400. Juhayman begon daarom in het geheim met het voorbereiden van plannen om de Al-Masjid al-Haram, oftewel de Grote Moskee in Mekka, waar ook de Kaäba te vinden was, te bezetten. De aanval vond plaats op 20 november 1979. Enkele honderden militanten bezette de moskee en gijzelden de aanwezigen.
In eerste instantie reageerde het Saoedisch regime laconiek op de bezetting. De dreiging werd serieuzer nadat de eerste bestormingen van de moskee uitliepen op een slachting. Mede door de adviezen van Franse adviseurs lukte het om na een week een groot deel van de moskee te bezetten. Ondergronds ging de strijd nog een tijd door. Veel volgelingen van Juhayman raakten gedesillusioneerd toen de vermeende Mahdi het leven verloor door een handgranaat. Na een vermaning van Juhayman besloten zij door te vechten.
In de week daarna waren er heftige gevechten in de ruimten en tunnels onder de moskee. In eerste instantie meende de autoriteiten dat hij omgekomen was, maar ze troffen hem aan bij de laatste strijders die zich overgaven. Het officiële dodencijfer lag op 270 doden, maar ooggetuigen vermoeden dat het daadwerkelijke dodental eerder rond de duizend of hoger ligt.
Met Juhayman en zijn aanhangers kende het Saoedisch regime weinig genade. Op 9 januari 1980 was hij de eerste die onthoofd werd, daarna volgden nog 63 personen.